# Иеродиакон
Иеродиа́кон (иеродья́кон, от др.-греч. ἱερός — «священный» и διάκονος — «слуга»), также древнерусское чёрный диа́кон — православный монах в сане диакона. Старший в монастыре иеродиакон называется «архидиаконом».
Иеродиаконами монахи становятся через совершение над ними таинства хиротонии, а бе́лые диа́коны — через монашеский постриг. Диакон может принять монашество и стать иеродиаконом, если он:
1. Соблюдает целибат, то есть он — холостяк, никогда не вступавший в брачный союз.
2. Овдовел.
3. Развёлся со своей супругой по обоюдному согласию.

По благодатности служения и возможности помогать священнику при совершении таинств, иеродиакон и диакон — равны. В отличие от диакона, при полном облачении иеродиакон носит чёрную камилавку, а в официальной обстановке — клобук. Первые диаконы появились уже в апостольские времена, а монашество оформилось лишь в IV веке. Однако вплоть до V века, а местами даже до VII века, монахи избегали священного сана, в том числе и диаконского.
«Иеродиаконами» называются мантийные монахи в диаконском сане. Рясофо́рных диаконов тоже называют «иеродиаконами», в зависимости от местных обычаев. «И́еросхидиакона́ми» (или «схи́иеродиакона́ми») называются диаконы-схимонахи. Согласно церковному протоколу, ко всем иеродиаконам положено почтительно обращаться «Ва́ше Преподо́бие».
За усердное благолепное служение Богу и людям, иеродиакону могут торжественно вручить особые памятные и юбилейные благодарственные грамоты, церковные ордена и медали, а также его могут наградить правом ношения за богослужением двойного ораря, а затем возведением в сан архидиакона. Однако, ввиду того, что диаконское служение часто воспринимается лишь как временное и промежуточное, даже молодых иеродиаконов довольно быстро рукополагают во священники, после чего они становятся уже иеромонахами.